# Lorenzo Odone
Lorenzo Michael Murphy Odone (Washington, 29 maggio 1978 – Washington, 30 maggio 2008) è stato un ragazzo statunitense affetto dall'adrenoleucodistrofia (ALD).
I genitori — Augusto Daniel Odone (6 marzo 1933 - 24 ottobre 2013) e Michaela Teresa Murphy Odone (10 gennaio 1939 - 10 giugno 2000) — divennero famosi per lo sviluppo di un controverso trattamento della malattia del figlio basato sull'olio di Lorenzo, una miscela di trigliceridi monoinsaturi, sviluppo narrato anche nel film del 1992 intitolato appunto L'olio di Lorenzo.

## Storia
La grave forma di adrenoleucodistrofia che colpì Lorenzo Odone, a cui fu diagnosticata nel 1984 attraverso un esame del sangue di recente sviluppo, fu descritta per la prima volta da Ernst Siemerling e Hans Gerhard Creutzfeldt nel 1923. Le persone colpite da questa malattia estremamente rara erano solitamente giovani maschi tra i 5 e 10 anni, che diventavano gradualmente muti, sordi, ciechi e paralizzati prima del sopraggiungere della morte, cosa che generalmente accadeva per cause respiratorie o neurologiche nel giro di due anni dal manifestarsi dei primi sintomi.
Augusto e Michaela rifiutarono di accettare una simile prognosi e decisero di combattere per trovare un rimedio efficace alla malattia del figlio, scontrandosi continuamente con i pareri di medici, specialisti e gruppi di supporto, la maggior parte dei quali era piuttosto scettica circa il fatto che due comuni cittadini potessero riuscire a trovare una cura. Con l'aiuto di Hugo Moser, ricercatore e direttore del centro di ricerche neurogenetiche del Kennedy Krieger Institute, nonché il primo a diagnosticare l'ALD a Lorenzo nel 1984, e grazie a lunghe ore di ricerca e studio, gli Odone, che non avevano nessuna conoscenza di medicina alle spalle, riuscirono invece a sviluppare il miglior trattamento per l'ALD fino ad allora mai creato. Tale trattamento consisteva nel consumo di un olio da cucina appositamente creato, che divenne poi noto come "olio di Lorenzo", una miscela di trigliceridi monoinsaturi, i cui componenti principali erano l'acido oleico (74%) e l'acido erucico (24%). Sull'onda dell'entusiasmo il preparato fu sperimentato anche su pazienti affetti da una malattia simile all'adrenoleucodistrofia, la adremieloneuropatia, che però non mostrarono miglioramenti clinici dopo il trattamento con il suddetto olio.
Gli Odone ebbero un ruolo importantissimo sia nello sviluppo dell'olio di Lorenzo, il quale, sebbene non sia in grado di curare la malattia è invece in grado di bloccarne gli effetti, che nella creazione del Progetto Mielina (The Myelin Project), una fondazione internazionale senza fini di lucro, avente lo scopo di finanziare la ricerca sulle malattie rare, neurologiche e demielinizzanti. Michaela in particolare, insistette poi spesso nel sostenere che parte integrante del trattamento che aveva portato ai miglioramenti in Lorenzo, fosse il fatto di non averlo mai trattato come un "vegetale" ma di averlo invece sempre trattato come un essere umano, aiutandolo anche a sviluppare un metodo di comunicazione basato sul battito delle palpebre e l'allungamento delle dita.
Come riconoscimento del lavoro di entrambi, Augusto Odone, che precedentemente aveva lavorato come economista per la Banca Mondiale, ricevette una laurea onoraria in medicina da parte dell'Università di Stirling. Nel prosieguo della sua vita, egli continuò fino alla morte a raccogliere fondi destinati al Progetto Mielina. Michaela Odone, che, prima di dedicarsi alla malattia del figlio, aveva insegnato inglese in un liceo, combatté per qualche anno la sua lotta contro un cancro ai polmoni ma alla fine morì, il 10 giugno 2000, all'età di 61 anni.
Lorenzo morì il giorno dopo il suo trentesimo compleanno, a causa di una polmonite ab ingestis, dopo essere riuscito a vivere oltre vent'anni in più di quanto era stato prospettato al momento della diagnosi di ALD. Quasi completamente paralizzato, il ragazzo viveva con il padre ed era accudito da varie infermiere e da Oumouri Hassane, un amico di famiglia. Lorenzo comunicava battendo le palpebre e piegando le dita, ma possedeva una mente del tutto intatta, tanto che adorava ascoltare musica e che qualcuno gli leggesse un libro ed aveva piena coscienza di ciò che succedeva attorno a lui.
A metà del 2010, due anni dopo la morte di Lorenzo, Augusto Odone vendette la sua casa in Virginia e si trasferì a Gamalero, in Italia, vicino ad Acqui Terme, il comune del padre dove aveva vissuto in tenera età. Morì ad Acqui Terme il 24 ottobre 2013, a 80 anni, lasciando due figli, avuti dal primo matrimonio, e una nipote, Cristina Odone.

## Cultura di massa
La storia degli Odone fu per la prima volta portata all'attenzione del grande pubblico grazie al film italiano Voglia di vivere, con protagonisti Tomas Milian e Dominique Sanda, in cui le vicende della famiglia Olivieri sono ispirate appunto a quelle degli Odone. Nel 1992 uscì invece il film statunitense L'olio di Lorenzo, con protagonisti nel ruolo dei coniugi Odone, Nick Nolte e Susan Sarandon, quest'ultima, grazie al suo coinvolgimento del film, divenne poi la portavoce del Progetto Mielina.
L'episodio della serie animata The Critic intitolato "Dr. Jay", uscito nel 1994, in cui il protagonista Jay Sherman lavora allo sviluppo di una cura per la malattia terminale del suo capo, è una parodia della storia degli Odone.
Una poesia su Lorenzo scritta da Michaela fu messa in musica da Phil Collins. Intitolata "Lorenzo", la canzone fu pubblicata nel 1996 all'interno dell'album Dance into the Light.